# Leonardo Cesar Jardim
Leonardo César Jardim, noto anche come Léo Jardim (Ribeirão Preto, 20 marzo 1995), è un calciatore brasiliano, portiere del Vasco da Gama.

## Biografia
Nato in Brasile, ha origini italiane.

## Carriera

### Club
Cresciuto nelle giovanili di Olé Brasil e Grêmio, ha esordito il 20 ottobre 2016 in un match di Coppa del Brasile pareggiato 1-1 contro il Palmeiras.
Dopo una stagione in prestito al Rio Ave, il 13 luglio 2019 viene ceduto a titolo definitivo al Lilla, con cui firma un contratto quinquennale. Relegato alle seconde linee del mastini, il 2 ottobre debutta con i francesi nel sconfitta per 1-2 contro il Chelsea, valida per la fase a gironi della Champions League.
Conclude la stagione totalizzando quattro presenze, di cui tre in Coupe de la Ligue, dove il Lilla viene eliminato in semifinale dall'Olympique Lione.
Il 1º settembre 2020, viene ceduto a titolo temporaneo al Boavista, tornando così in Portogallo dopo una sola stagione.
Terminato il prestito, la stagione seguente torna al Lilla, diventando il portiere titolare in seguito alla cessione di Mike Maignan al Milan. Il 1º agosto 2021, vince - da titolare - il primo trofeo con les dogues, in occasione della vittoria ai danni del Paris Saint-Germain in supercoppa francese, nella quale mantiene la porta inviolata.
L'8 agosto seguente debutta anche in Ligue 1 nel pareggio per 3-3 contro il Metz.
Il 26 gennaio 2023, conseguentemente all'acquisto di Benoît Costil, viene ceduto al Vasco da Gama, facendo così ritorno in Brasile dopo cinque anni. L'8 febbraio successivo debutta con i Bacalhau nella gara del campeonato Carioca vinto 0-2 sul Nova Iguaçu.

### Nazionale
L'11 marzo 2024 viene convocato per la prima volta dal Brasile in sostituzione dell'infortunato Ederson Moraes.

## Statistiche

### Presenze e reti nei club
Statistiche aggiornate all'8 febbraio 2023.
| Stagione        | Squadra         | Campionato      | Campionato | Campionato | Coppe nazionali | Coppe nazionali | Coppe nazionali | Coppe continentali | Coppe continentali | Coppe continentali | Altre coppe | Altre coppe | Altre coppe | Totale | Totale | Totale |
| Stagione        | Squadra         | Comp            | Pres       | Reti       | Comp            | Pres            | Reti            | Comp               | Pres               | Reti               | Comp        | Pres        | Reti        | Pres   | Reti   |        |
| --------------- | --------------- | --------------- | ---------- | ---------- | --------------- | --------------- | --------------- | ------------------ | ------------------ | ------------------ | ----------- | ----------- | ----------- | ------ | ------ | ------ |
| 2016            | Grêmio          | PD/RS+A         | 0+3        | 0; -6      | CB              | 1               | -1              | CL                 | 0                  | 0                  | PL          | 0           | 0           | 4      | -7     |        |
| 2017            | Grêmio          | PD/RS+A         | 2+5        | -2;-7      | CB              | 0               | 0               | CL                 | 0                  | 0                  | PL          | 1           | -2          | 8      | -11    |        |
| 2018            | Grêmio          | PD/RS+A         | 0          | 0          | CB              | 0               | 0               | CL                 | 0                  | 0                  | PL          | 0           | 0           | 0      | 0      |        |
| Totale Grêmio   | Totale Grêmio   | Totale Grêmio   | 10         | -15        |                 | 1               | -1              |                    | 0                  | 0                  |             | 1           | -2          | 12     | -18    |        |
| 2018-2019       | Rio Ave         | PL              | 33         | -51        | CP+CdL          | 2+2             | -5 + -2         | UEL                | 0                  | 0                  | -           | -           | -           | 37     | -58    |        |
| 2019-2020       | Lilla           | L1              | 0          | 0          | CF+CdL          | 0+3             | -2              | UCL                | 1                  | 0                  | -           | -           | -           | 4      | -2     |        |
| 2020-2021       | Boavista        | PL              | 34         | -49        | CP+CdL          | 1+0             | -1 + 0          |                    | -                  | -                  | -           | -           | -           | 35     | -50    |        |
| 2021-2022       | Lilla           | L1              | 17         | -20        | CF              | 0               | 0               | UCL                | 2                  | -4                 | SF          | 1           | 0           | 20     | -24    |        |
| 2022-gen. 2023  | Lilla           | L1              | 6          | -13        | CF              | 0               | 0               |                    | -                  | -                  |             | -           | -           | 6      | -13    |        |
| Totale Lilla    | Totale Lilla    | Totale Lilla    | 23         | -33        |                 | 3               | -2              |                    | 3                  | -4                 |             | 1           | 0           | 29     | -40    |        |
| 2023            | Vasco da Gama   | PD/RJ+A         | 1+0        | 0          | CB              | 0               | 0               |                    | -                  | -                  |             | -           | -           | 1      | 0      |        |
| Totale carriera | Totale carriera | Totale carriera | 101        | -148       |                 | 9               | -11             |                    | 3                  | -4                 |             | 2           | -2          | 115    | -165   |        |

## Palmarès

### Competizioni nazionali
- Coppa del Brasile: 1

Grêmio: 2016
- Supercoppa francese: 1

Lilla: 2021

### Competizioni internazionali
- Coppa Libertadores: 1

Grêmio: 2017